# Whitecliff
Whitecliff – dzielnica miasta Poole, w Anglii, w hrabstwie ceremonialnym Dorset, w dystrykcie (unitary authority) Bournemouth, Christchurch and Poole. Leży 35 km na wschód od miasta Dorchester i 155 km na południowy zachód od Londynu.